# Gjøa
Gjøa var det första fartyg som seglade genom Nordvästpassagen. Med en besättning på sex personer under ledning av Roald Amundsen, nådde fartyget Stilla havet 1906 efter en resa på över tre år.
Den 70 fot stora slupen byggdes 1872 i Rosendal och användes under de första 28 åren för fiske, innan Amundsen köpte den 1901 för att använda den under arktiska expeditioner. De sista 18 åren innan Amundsen köpte den ägdes den av ishavsskepparen Hans Christian Johannesen. Polarforskaren Axel Hamberg medföljde fartyget till vattnen runt Spetsbergen sommaren 1892 för geologiska studier. Gjøa hade i början av 1900-talet en i Trondheim licenstillverkad tändkulemotor av det danska märket Dan.
Besättningen ombord på expeditionen var, förutom Amundsen, Helmer Hanssen, Anton Lund, Peder Ristvedt, Gustav Juel Wiik samt kocken Henrik Lindstrøm, som senare följde Amundsen på alla hans expeditioner.
Gjøa lämnade Oslo 16 juni 1903 och efter att ha seglat mellan Kanadas fastland och Victoriaöns sydspets, nådde fartyget Nome i Alaska 31 augusti 1906. Den seglade vidare till San Francisco där den fick ett storslaget välkomnande 19 oktober samma år.
Under expeditionen bestämde besättningen den magnetiska nordpolens position.
Gjøa köptes senare av en nordamerikansk förening som donerade fartyget till San Francisco stad 1909, där det ställdes ut i Golden Gate Park. 1972 fraktades fartyget tillbaka till Norge och finns i dag utställt i en båthall bredvid Framhuset på Bygdøy i Oslo.